# ジェイソン・グッドウィン

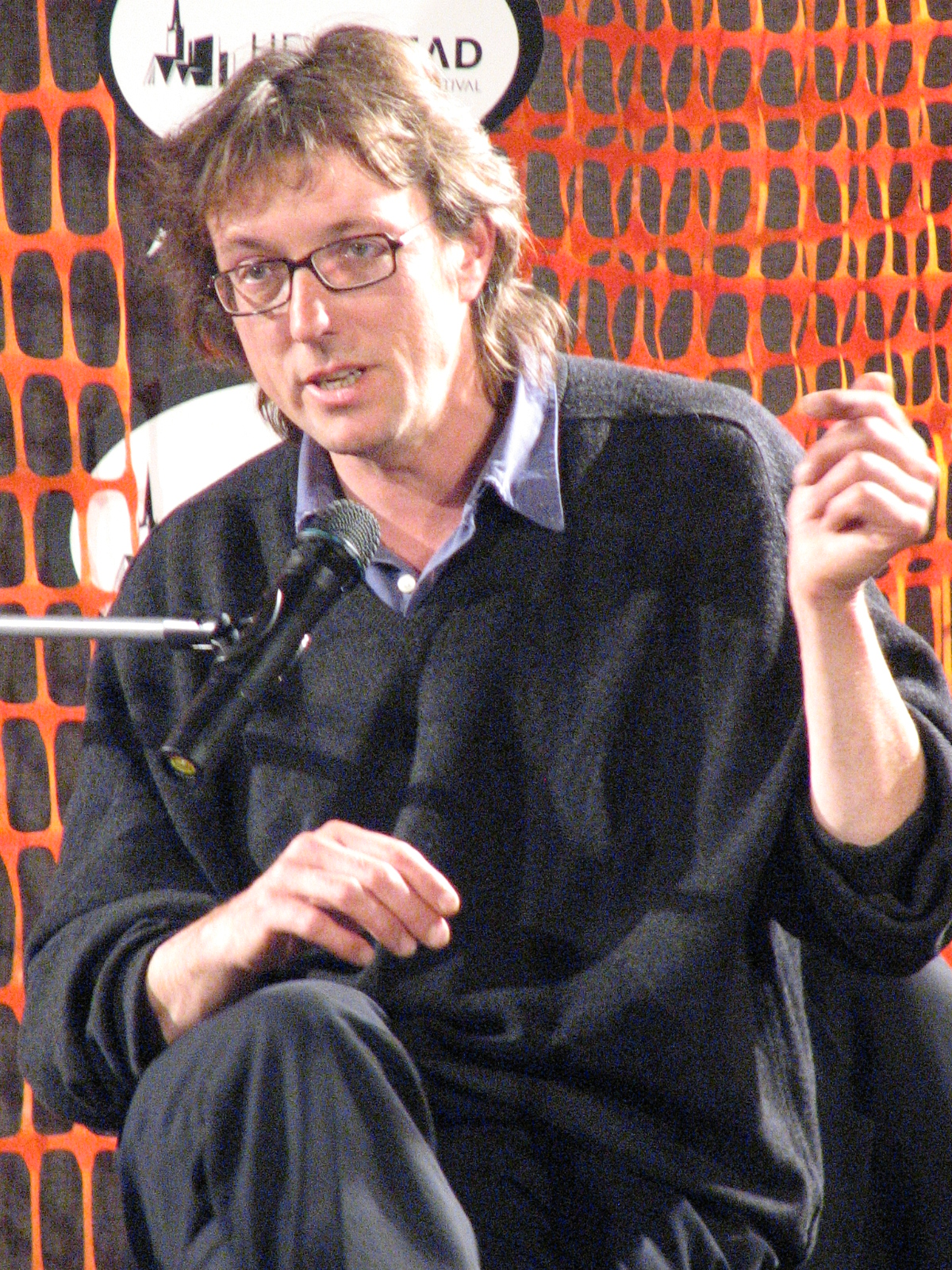
エストニア・タリンのヘッドリード・フェスティバルにて（2011年）

ジェイソン・グッドウィン（Jason Goodwin、1964年 - ）は、イギリスの小説家、歴史家。ケンブリッジ大学でビザンツ帝国について学んだ。著書"The Gunpowder Gardens or, A Time For Tea: Travels in China and India in Search of Tea" が好評を博し、ポーランドからイスタンブールを旅し、その体験を基に著した"On Foot to the Golden Horn" で、1993年にジョン・ルウェリン・ライス賞を受賞した。
続いて発表した"Lords of the Horizons: A History of the Ottoman Empire" は『ニューヨーク・タイムズ』のブック・レビューで取り上げられた。2007年、19世紀のイスタンブールを舞台に、宦官のヤシムが活躍する『イスタンブールの群狼』（原題：The Janissary Tree ）でエドガー賞 長編賞を受賞し、より有名になり、同作から始まるシリーズは40か国語以上に翻訳されている。
ヤシム・シリーズの第3作"The Bellini Card" は舞台をベニスに移した。第4作"An Evil Eye" はオスマン帝国のスルタン（皇帝）のハレムを舞台としている。
作家でジャーナリストのジョーカスタ・イネスと、作家ジョン・ミッチェルを両親に持つが、生まれる前に別れており、初めて実父に会ったのは、1992年、28歳の時だった。実際に育ててくれたのは、母の最初の夫となった映画プロデューサーのリチャード・B・グッドウィンであった。イギリスのテレビプロデューサーのデイジー・グッドウィンは異父妹。既婚者で、4人の子供がいる。

## 著書
- A Time For Tea: Travels in China and India in Search of Tea
- On Foot to the Golden Horn
- Lords of the Horizons: A History of the Ottoman Empire
- Greenback: The Almighty Dollar and the Invention of America

オスマン帝国 ヤシム・シリーズ
- イスタンブールの群狼 The Janissary Tree （ 2006年 /  2008年1月 早川書房 和爾桃子訳）
- イスタンブールの毒蛇 The Snake Stone （ 2007年 /  2009年4月 早川書房 和爾桃子訳）
- The Bellini Card (2008)
- An Evil Eye (2011)
- The Baklava Club (2014)